# White Plains (Alabama)
White Plains – jednostka osadnicza w Stanach Zjednoczonych, w stanie Alabama, w hrabstwie Calhoun.